# HMS Clas Fleming
HMS Clas Fleming, officiellt HM Minkryssare Clas Flemming, var en minkryssare tillhörande den svenska Kungliga flottan. Fartyget byggdes vid Bergsunds Mekaniska Verkstad, sjösattes den 14 december 1912 och levererades den 23 februari 1914. Clas Fleming var Sveriges första fartyg avsett för minutläggning och även ett av de första fartygen i flottan att ha utrustats med turbinmaskineri. Under första världskriget gav fartyget värdefulla kunskaper inom minkrigföring. Under mellankrigstiden genomgick fartyget flera modifieringar och inför andra världskriget genomfördes en omfattande ombyggnation, då bland annat huvudmaskineriet byttes ut och fartyget förlängdes. Efter kriget togs fartyget ur tjänst och hon utrangerades den 1 januari 1959. Året därpå såldes hon för skrotning i Ystad.

## Utformning

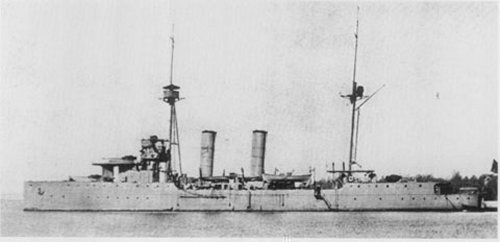
Clas Fleming i sitt ursprungliga skick omkring år 1915

Clas Fleming var 80 meter lång, 10,4 meter bred och hade ett djupgående på 4,3 meter. Standarddeplacementet var 1 640 ton och det maximala deplacementet uppgick till 1 850 ton. Skrovet var indelat i 14 vattentäta avdelningar och skyddades av ett pansardäck som var 16–25 mm tjockt. I fören stod ett stridstorn, varifrån eldledningen och navigationen leddes, som skyddades av 75 mm tjockt pansar. Besättningen uppgick till cirka 160 man. Åtta officerare och 23 underofficerare var förlagda i egna hytter, medan manskapen låg i hängkojer på trossbottnarna. För insatser på land kunde en landstigningsstyrka på 47 man medföras.

### Maskineri

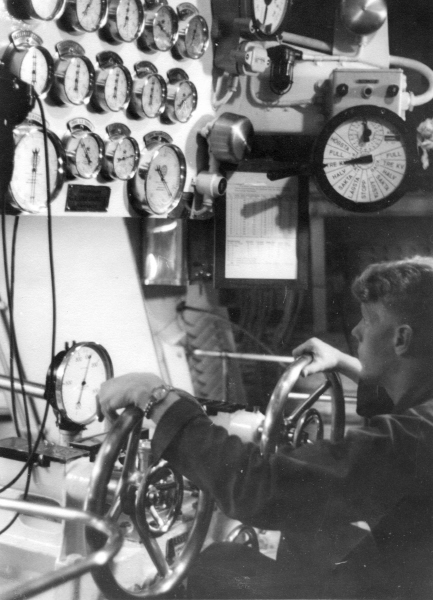
Manöverplatsen i maskinrummet

Maskineriet bestod av ångpannor och ångturbiner. Åtta koleldade ångpannor, uppdelade i två grupper och uppställda i två eldrum levererade ånga med 17 bars tryck till två ångturbiner som tillsammans utvecklade 6 500 hästkrafter, vilket gav fartyget en fart på 20,3 knop. Fartyget var det första i den svenska flottan, tillsammans med jagarna HMS Hugin (24) och HMS Munin (8) att utrustas med ångturbiner. Turbinerna var direktkopplade till var sin propelleraxel, vilket gav fartyget två propellrar.

### Bestyckning
Som minkryssare var minorna Clas Flemings huvudsakliga vapen. Omkring 190 stycken kunde tas ombord, varav 130 förvarades på däck och resten nere i fartyget. Dessutom fanns 4 st 12 cm kanoner m/11, två i fören och två i aktern, samt 4 st 6,5 mm kulsprutor m/10.

## Historia

### Bakgrund
År 1908 meddelade marinledningen att man var i behov av ett särskilt fartyg avsett för minfällning till sjöss. Bland specifikationerna fanns bland annat krav på goda sjöegenskaper för att kunna verka oberoende av väderförhållandena samt hög fart för att snabbt kunna lägga ut mineringar och därefter försvinna från platsen. Dessutom skulle fartyget kunna användas till bland annat spaning. År 1909 beviljades medel och året därpå beställdes fartyget hos Bergsunds Mekaniska Verkstad i Stockholm, som tidigare byggt kryssaren HMS Fylgia.

### De första åren
Clas Fleming sjösattes den 14 september 1912 och togs i tjänst i maj år 1914 som flottans enda minläggningsfartyg. Namnet fick hon efter amiral Clas Larsson Fleming. Under sommaren samma år blev hon operationsklar. Under första världskriget genomfördes övningar för att testa olika metoder för minutläggning, och år 1917 utgavs föreskrifter för hur dessa skulle genomföras. Defensiva mineringar skulle främst utläggas av äldre modifierade fartyg, medan Clas Fleming skulle användas för offensiva mineringar. Dessutom utrustades samtliga svenska jagare i fortsättningen med minräls för att kunna lägga ut offensiva mineringar.
Efter första världskrigets slut beordrades Clas Fleming den 24 oktober 1917 att gå till Stockholm för avrustning.

### Mellankrigstiden
Under kriget hade man upptäckt att minportarna i aktern låg för nära vattenytan, vilket medförde att vatten kunde slå in om vågorna kom in akterifrån. Man byggde därför år 1918–1919 om akterskeppet så att portarna höjdes och minbanorna täcktes av ett däck. Detta framtvingade en ändring av 12 cm kanonernas placering. En kanon behölls i fören och en i aktern, medan de övriga två placerades på varsin sida strax akter om midskepps.
År 1926 förbättrades luftvärnet genom att man ersatte 6,5 mm kulsprutorna med tre stycken 40 mm automatkanoner m/22. Två av dessa placerades i aktern och den tredje på stridstornets tak. Dessutom tillkom vid modifieringen en avståndsmätare ovanpå stridshytten.

### Ombyggnad inför andra världskriget

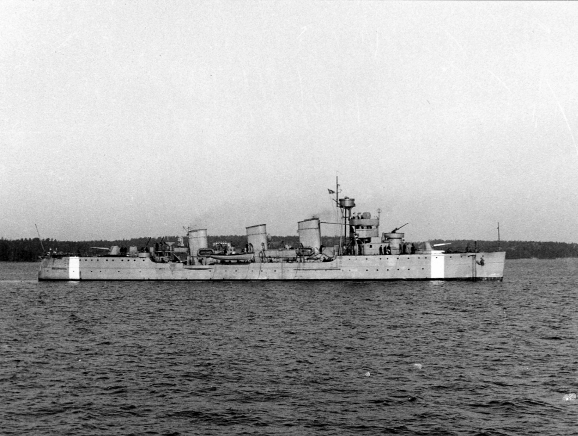
Clas Fleming under andra världskriget, efter moderniseringen

Vid andra världskrigets utbrott ingick Clas Fleming i kustflottans 2. kryssardivision. Enligt de dåvarande bestämmelserna var fartyget emellertid för gammalt för att ingå i kustflottan och borde ha överförts till flottans lokalstyrkor redan år 1938. Dessutom hade fartyget vid krigsutbrottet med ett kort undantag inte varit rustat sedan 1929, främst på grund av dess höga driftskostnader. För att få ned driftskostnaderna planerade man att byta ut maskineriet och medel för detta hade beviljats redan under 1930-talets första hälft, men inför andra världskriget valde man att rusta fartyget utan att genomföra ombyggnaden. En månad efter att fartyget tagits i tjänst inspekterades hon och man kom fram till att fartyget var i stort behov av en modernisering.
I november 1939 lades Clas Fleming in på Götaverken i Göteborg för modifieringsarbeten. Fartyget förlängdes då med en sex meter lång ny sektion för att få plats med det nya maskineriet. Detta var av en helt nyutvecklad typ som aldrig tidigare hade använts i ett fartyg. Fyra sexcylindriga tvåtakts dieselmotorer användes, men i stället för att koppla dessa till propelleraxlarna använde man motorernas avgaser för att driva turbiner, som var kopplade till axlarna. Av de åtta ursprungliga koleldade ångpannorna behölls endast två, och dessa modifierades till oljeeldning.
Under ombyggnaden moderniserades även artilleriet. Huvudartilleriets skottvidd ökades till 16 000 meter och kanonerna försågs även med nya sköldar för skydd åt pjäspersonalen. Luftvärnet förstärktes genom att Vickerskulsprutorna ersattes med tre 40 mm automatkanoner m/36 och två sjunkbombskastare tillkom. Den aktra masten togs bort och den förliga kortades och modifierades och skorstenarna byttes ut mot bakåtlutande, vilket ändrade fartygets silhuett betydligt. Egentligen användes endast den förliga och den aktra av de nya skorstenarna, men man valde ändå att bygga en extra mellan dessa. Den 8 augusti 1940 kunde Clas Fleming åter tas i tjänst och hon insattes i kustflottan, där hon kvarstod i organisationen under återstoden av kriget.

### Utrangering
Efter krigsslutet lades Clas Fleming avrustad på Stockholms örlogsvarv. Hon utrangerades år 1959, varpå all värdefull materiel togs tillvara innan hon användes som målfartyg vid skjutövningar. På hösten 1960 såldes fartyget för att skrotas i Ystad.

## Bildgalleri

Clas Flemings vapensköld. Blasonering: I rött två bjälkar åtföljda av åtta klot allt av guld. Krona: Friherrlig.
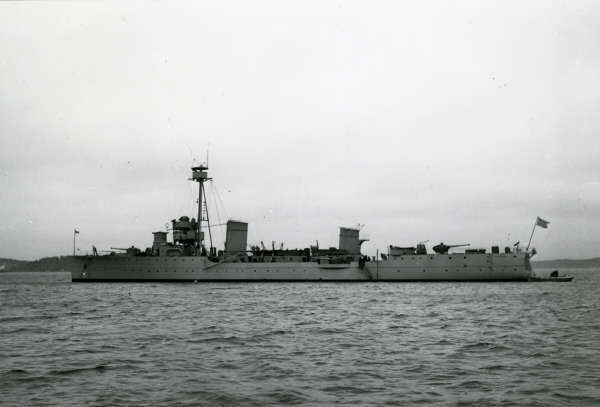
Clas Fleming under ombyggnationen, innan den tredje skorstenen tillkommit
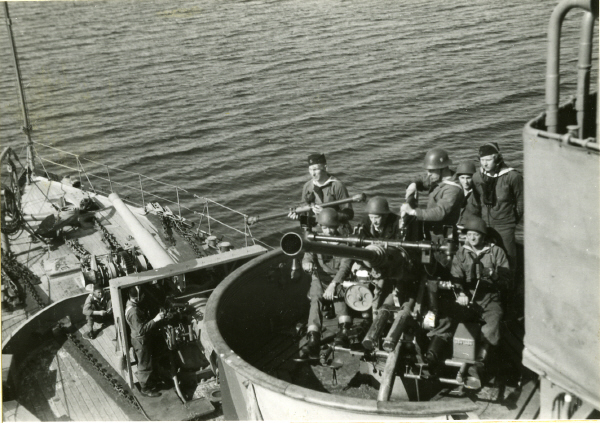
Den förliga 40 mm luftvärnsautomatkanonen m/36